# Departamento de Kédougou
Kédougou es un departamento de la región de Kédougou en Senegal, con una población censada en noviembre de 2013 de 78 522 habitantes.
Se encuentra ubicado al sureste del país, cerca de la frontera con República de Guinea y Malí.